# Donal Skehan
Donal Skehan (né le 3 juin 1986 à Howth) est un animateur de télévision d'émissions culinaires et chanteur irlandais.

## Biographie
Ses parents, Dermot et Liz, sont dans l'industrie alimentaire et ont leur propre entreprise de distribution alimentaire. Ayant grandi à Howth, Skehan est élève de la Sutton Park School puis étudie les médias à la Dublin Business School.

## Carrière

### Musique
Skehan s'intéresse très tôt à la musique. En 2006, il fait partie du projet de boys band Streetwize (aux côtés de l'Irlandais Lee Mulhern (plus tard connu sous le nom de Lee Matthews), de l'Anglais Lee Hutton et du Suédois Jonathan Fagerlund). Les membres originaux font une tournée en Irlande, au Royaume-Uni, en Suède et apparaissent sur la chaîne de télévision américaine CN8, une chaîne de télévision par câble, où ils interprètent Room in Your Heart dans une émission matinale animée par Greg Coy. Skehan et Jonathan Fagerlund sont déçus par l'évolution du groupe et partent, ils sont remplacés par le Vénézuélien Antonio Jones et l'Américain Kyle Carpenter. Streetwize s'arrête peu après.
Le 23 février 2008, Skehan participe au concours de sélection pour l'Irlande au Concours Eurovision de la chanson 2008 avec la chanson Double Cross My Heart, une chanson pop composée par Joel Humlen, Oscar Gorres et Charlie Mason, et interprétée par Skehan avec deux danseurs et deux danseuses, ainsi qu'un choriste. Skehan fait partie des six derniers, il termine cinquième.
En 2009, Skehan rejoint le groupe irlandais Industry aux côtés de l'anglais Lee Hutton (son ancien camarade de groupe dans Streetwize) et des filles irlandaises Michele McGrath et Morgan Deane. Industry a du succès en Irlande, deux singles sont en tête des ventes : My Baby's Waiting en juin 2009 et Burn en août. Il est la première partie de The Pussycat Dolls au Fitzgerald Stadium. Le groupe se sépare l'année suivante.

### Télévision
Skehan travaille d'abord comme annonceur sur la chaîne spécialisée irlandaise de divertissement Bubble Hits, diffusant des nouvelles sur la musique et le divertissement et des segments de potins sur les célébrités.
Passionné de cuisine, Skehan lance un blog en 2007 appelé Good Mood Food qui aboutit à un livre de cuisine. Après de nombreuses apparitions à la télévision et des démonstrations en direct lors d'événements sociaux et de spectacles, il obtient son propre programme hebdomadaire, Kitchen Hero, sur RTÉ One, lancé le 16 mai 2011 et publie la même année un livre de cuisine basé sur l'émission, Home Kitchen Hero - Bringing Cooking Back Home.
Skehan est co-présentateur et juge de Junior MasterChef sur la BBC en 2012, aux côtés de John Torode. En 2013, après être apparu sur la chaîne YouTube de Jamie Oliver, Skehan lance sa propre chaîne YouTube.
Skehan présente une nouvelle série pour Food Network UK, Follow Donal, où il explore le Vietnam dans une série en quatre parties, puis dix villes européennes dans le deuxième volet de la série diffusée à l'automne 2015.

## Vie privée
En juin 2015, Skehan épouse Sofie Larsson à l'hôtel de ville de Dublin, suivi d'une réception à la Lisnavagh House dans le comté de Carlow, ils passent leur lune de miel à Ravello, en Italie. En avril 2016, Skehan et sa femme déménagent à Los Angeles. En décembre 2017, leur fils naît à Los Angeles. Le 28 novembre 2019, leur deuxième fils naît.